# Liga MX Femenil Apertura 2017
Die Apertura 2017 der Liga MX Femenil war das Eröffnungsturnier der 2017 neu eingeführten höchsten Spielklasse im mexikanischen Frauenfußball. Teilnehmer waren 16 der 18 Vereine, die in derselben Saison auch in der höchsten Spielklasse des Männerfußballs vertreten waren. 

## Modus
Die 16 Teilnehmer waren in zwei Gruppen zu jeweils acht Mannschaften unterteilt, die in dieser Halbsaison in je einem Heim- und Auswärtsspiel gegeneinander antraten, aber nicht auf die Mannschaften der anderen Gruppe trafen. Die Einteilung der Gruppen erfolgte im Prinzip nach regionalen Gesichtspunkten, wobei die in den „südlichen“ Gefilden beheimateten Frauenfußballmannschaften aus Mexiko-Stadt, Morelia, Pachuca, Toluca und Veracruz in der Gruppe 1 vertreten waren, während die nördlich hiervon gelegenen Mannschaften aus den Ballungsräumen Guadalajara und Monterrey sowie aus den Städten Aguascalientes, León, Querétaro und Torreón der Gruppe 2 zugeordnet waren. Lediglich die im äußersten Norden gelegene Grenzstadt Tijuana gehörte ebenfalls der „südlichen“ Gruppe 1 an. 
Nach der Vorrunde qualifizierten sich die beiden jeweils Gruppenbesten Mannschaften für das Halbfinale, in dem der Sieger der Gruppe 1 (América) auf den Zweiten der Gruppe 2 (CD Guadalajara) und der Sieger der Gruppe 2 (UANL Tigres) auf den Zweiten der Gruppe 1 (CF Pachuca) traf. In einem Hin- und Rückspiel wurden die Finalteilnehmer ausgespielt, in dem sich jeweils die Zweitplatzierten der Vorrundengruppen für die – ebenfalls in einem Hin- und Rückspiel ausgetragenen – Finalspiele qualifizieren konnten. Erster Meister in der Geschichte der Liga MX Femenil wurde die Frauenfußballmannschaft des Club Deportivo Guadalajara. 

## Vorrunde

### Gruppe 1

#### Kreuztabelle
| Gruppe 1         | AME | PAC | TOL | UNM | TIJ | MOR | CAZ | VER |
| ---------------- | --- | --- | --- | --- | --- | --- | --- | --- |
| Club América     |     | 3:4 | 3:0 | 1:0 | 1:0 | 5:0 | 6:0 | 3:1 |
| CF Pachuca       | 1:1 |     | 0:2 | 3:0 | 3:0 | 4:1 | 1:1 | 2:1 |
| Deportivo Toluca | 1:2 | 4:0 |     | 1:3 | 4:0 | 0:2 | 2:1 | 3:0 |
| UNAM Pumas       | 0:1 | 1:1 | 1:1 |     | 1:1 | 3:0 | 4:1 | 3:0 |
| Club Tijuana     | 2:2 | 1:2 | 2:2 | 3:3 |     | 2:0 | 1:0 | 1:0 |
| Monarcas Morelia | 1:7 | 0:4 | 0:2 | 0:0 | 1:0 |     | 0:1 | 2:1 |
| CD Cruz Azul     | 0:5 | 1:9 | 0:1 | 1:4 | 0:1 | 0:2 |     | 3:1 |
| CD Veracruz      | 1:8 | 0:2 | 2:3 | 1:1 | 0:3 | 0:1 | 0:0 |     |

#### Tabelle
| Pl. | Verein           | Sp. | S  | U | N  | Tore    | Diff. | Punkte |
| --- | ---------------- | --- | -- | - | -- | ------- | ----- | ------ |
| 1.  | Club América     | 14  | 11 | 2 | 1  | 048:110 | +37   | 35     |
| 2.  | CF Pachuca       | 14  | 9  | 3 | 2  | 036:160 | +20   | 30     |
| 3.  | Deportivo Toluca | 14  | 8  | 2 | 4  | 026:160 | +10   | 26     |
| 4.  | UNAM Pumas       | 14  | 5  | 6 | 3  | 024:150 | +9    | 21     |
| 5.  | Club Tijuana     | 14  | 5  | 4 | 5  | 017:190 | −2    | 19     |
| 6.  | Monarcas Morelia | 14  | 5  | 1 | 8  | 010:290 | −19   | 16     |
| 7.  | CD Cruz Azul     | 14  | 2  | 2 | 10 | 009:370 | −28   | 08     |
| 8.  | CD Veracruz      | 14  | 0  | 2 | 12 | 008:350 | −27   | 02     |

### Gruppe 2

#### Kreuztabelle
| Gruppe 2       | UNL | GDL | MTY | ATS | QUE | NEC | LEO | SAN |
| -------------- | --- | --- | --- | --- | --- | --- | --- | --- |
| UANL Tigres    |     | 2:0 | 4:1 | 4:0 | 4:0 | 3:0 | 9:0 | 7:1 |
| CD Guadalajara | 1:0 |     | 1:0 | 3:0 | 6:2 | 1:0 | 4:0 | 6:0 |
| CF Monterrey   | 2:1 | 2:1 |     | 4:1 | 2:1 | 5:2 | 4:0 | 7:0 |
| CF Atlas       | 1:2 | 1:1 | 4:2 |     | 4:2 | 1:1 | 2:1 | 3:2 |
| Querétaro FC   | 0:0 | 1:3 | 0:2 | 4:2 |     | 3:0 | 0:3 | 1:0 |
| Club Necaxa    | 0:1 | 0:1 | 2:2 | 1:0 | 0:1 |     | 1:0 | 1:1 |
| Club León      | 1:8 | 1:3 | 0:2 | 1:3 | 2:2 | 3:0 |     | 5:2 |
| Santos Laguna  | 0:6 | 1:2 | 0:3 | 1:2 | 1:2 | 0:0 | 2:1 |     |

#### Tabelle
| Pl. | Verein         | Sp. | S  | U | N  | Tore    | Diff. | Punkte |
| --- | -------------- | --- | -- | - | -- | ------- | ----- | ------ |
| 1.  | UANL Tigres    | 14  | 11 | 1 | 2  | 051:700 | +44   | 34     |
| 2.  | CD Guadalajara | 14  | 11 | 1 | 2  | 033:100 | +23   | 34     |
| 3.  | CF Monterrey   | 14  | 10 | 1 | 3  | 038:170 | +21   | 31     |
| 4.  | CF Atlas       | 14  | 6  | 2 | 6  | 024:290 | −5    | 20     |
| 5.  | Querétaro FC   | 14  | 5  | 2 | 7  | 019:290 | −10   | 17     |
| 6.  | Club Necaxa    | 14  | 2  | 4 | 8  | 008:220 | −14   | 10     |
| 7.  | Club León      | 14  | 3  | 1 | 10 | 018:420 | −24   | 10     |
| 8.  | Santos Laguna  | 14  | 1  | 2 | 11 | 011:460 | −35   | 05     |

### Halbfinale
|                | Gesamt |              | Hinspiel | Rückspiel |
| -------------- | ------ | ------------ | -------- | --------- |
| CD Guadalajara | 6:4    | Club América | 4:2      | 2:2       |
| CF Pachuca     | 4:3    | UANL Tigres  | 4:0      | 0:3       |

## Finale
Die Finalspiele wurden am 20. und 24. November 2017 ausgetragen.
|            | Gesamt |                | Hinspiel | Rückspiel |
| ---------- | ------ | -------------- | -------- | --------- |
| CF Pachuca | 2:3    | CD Guadalajara | 2:0      | 0:3       |

Mit der folgenden Mannschaft gewann der CD Guadalajara das Finalrückspiel gegen den CF Pachuca und somit das Eröffnungsturnier der Liga MX Femenil:

Blanca Félix – Miriam García, Arlett Tovar, Priscila Padilla, Guadalupe Sánchez – María Sánchez – Susan Bejarano, Tania Morales – Norma Palafox, Brenda Viramontes, Jessica Benites; Trainer: Luis Camacho.
Die Tore zum 3:0-Sieg für Guadalajara erzielten Arlett Tovar (36. und 55. Minute) und Norma Palafox (68. Minute).

## Die „beste Mannschaft“ der Spielzeit
Folgende Spielerinnen wurden von der mexikanischen Redaktion der Online-Sportzeitung AS zur „Traumelf der Apertura 2017“ gewählt: Blanca Félix (Chivas) – Jazmín Enrigue (Tigres), Miriam García (Chivas), Arlett Tovar (Chivas), Natalia Melgoza (Pachuca) – Tania Morales (Chivas), Karla Nieto (Pachuca), Mónica Ocampo (Pachuca) – Norma Palafox (Chivas), Lucero Cuevas (América), Dayana Cázares (América).